# Elida
Elida är en svensk kristen organisation som arbetar under devisen "Sailing for Jesus" med syfte att sprida budskapet om Jesus via en segelbåt med samma namn. Under höst och vår seglar den med huvudsakligen ungdomar, främst konfirmander, men även företag och andra grupper. Sommartid turnerar man utmed den svenska västkusten med sång, musik och det kristna budskapet i form av olika människors livsberättelser. Vintertid seglar den i södra Europa. Båten har Göteborg som hemmahamn.
Föreningen startades 1963 i Kungshamn av den sedan 1997 framlidne skepparen Lennart "Tarren" Abrahamsson. Sedan 2002 drivs verksamheten i stiftelseform och leds idag av Tarrens son Stefan Abrahamsson. Elida har under åren gjort sig känd som den "seglande sjungande kyrkan". Arbetet är främst inriktat på den unga generationen och seglar med omkring 1 000-1 500 ungdomar varje år. Därutöver samlar sommarens alla bryggmöten många tusen människor. Under vinterhalvåret seglar Elida i södra Europa, med såväl grupper som så kallade "sailing trainees", även kallat betalande besättning, som är en möjlighet för gemene man att under en kortare eller längre tid segla med som besättning.

## Alla kyrkors båt
Elida tillhör inte någon specifik kyrka eller kristet samfund. Istället kallar man rörelsen för "allkristen" och båten för "alla kyrkors båt", öppen för vem som helst att segla med. Elidas besättning är alla bekännande kristna och kommer från olika kyrkliga bakgrunder och traditioner i och utanför Sverige.

## Fartygen

### Elida V
Elida V innebar något helt nytt och unikt i såväl organisationen Elidas historia som båtbyggandets konst. Den 131 fot (40 m) långa segelbåten är en kombination av en kappseglare - megayacht - och en passagerarbåt, helt byggd i komposit. Med sin masthöjd på 45 meter, 800 m² segel i krysstället (1600 m² med gennaker) och enbart 95 tons dödvikt är hon en lysande seglare. Skrovsidans stora bokstäver vittnar dessutom om devisen, "Sailing for Jesus". Viktiga ledord i konstruktionen är miljövänlighet och den äkta seglingsupplevelsen. Elida V är byggd på SwedeShip Composite i Hunnebostrand och började segla i september 2007 efter fem års byggande.

### Elida IV
En segelskuta med stålskrov, på 235 bruttoton. Elida IV byggdes på Arendal, Göteborg, 1989 och såldes 2007 till brittiska Marine Reach, en förgrening av den kristna missionsorganisationen Ungdom Med Uppgift (Youth With A Mission).

### Elida III
Från början ett lastfartyg med stålskrov som byggdes om på Trellevarvet, Kållandsö. Hon seglade en tid som Norska Elida och sedan som missionsbåten Viktoria i Stockholm. Senare såldes hon till Danmark för att segla med missbrukare.

### Elida II
En seglarskuta med träskrov och kallades därför i folkmun för "Trä-Elida". Idag ligger hon som cafébåt i Oslos hamn.

### Elida I
En engelsk kutter som Lennart "Tarren" Abrahamsson köpte in till SMU i Kungshamn (Gravarne). Elida I seglade i två säsonger innan en stötta gick igenom bordläggningen. Hon bogserades ut på djupvatten och sänktes.

## Elida Mission
Stiftelsen Elida driver även Elida Mission, som syftar till missionsarbete utomlands. Idag bedrivs detta huvudsakligen genom några barnhem i södra Indien, utifrån vilka ett 200-tal församlingar har startats. 